# 켄 앤더슨
미스터 케네디(Mr. Kennedy, 1976년 3월 6일 ~ )는 본명은 케네스 앤더슨(Kenneth Anderson)이다. 미국의 프로레슬링선수다. WWE, TNA를 거쳐 인디단체에서 활동하고 있고 지금은 예전에 썼던 미스터 앤더슨이라는 닉네임으로 활동하고 있다.

## 특징
경기 개시 전 장내 조명을 모두 소등시킨 후 천장에서 내려오는 마이크를 이용하여 자신의 이름 미스터 케네디(Mr. Kennedy)를 크게 두번 외치는 특징이 있다.

## 신체 사항
신장은 188cm이고 체중은 110kg이다.

## 수상 경력
- 2007년 WWE 머니 인 더 뱅크 우승
- WWE 유나이티드 스테이츠 챔피언 1회
- TNA 월드 헤비웨이트 챔피언 2회
- UPCW 태그 팀 챔피언 1회 - 빅 대디 로커
- XICW 태그 팀 챔피언 1회 - 조이 패짓
- BLW 월드 헤비웨이트 챔피언 1회
- ACW 헤비웨이트 챔피언 4회
- ACW 태그 팀 챔피언 3회 - 마이크 머큐리 (1), 에릭 해머즈 (1), 애드리언 세라노 (1)
- ACW 텔레비전 챔피언 1회
- cOw / WPWI 유나이티드 챔피언 1회
- GLCW 헤비웨이트 챔피언 1회
- MAW 헤비웨이트 챔피언 1회
- NWA 미드웨스트 헤비웨이트 챔피언 1회
- NWE 월드 헤비웨이트 챔피언 1회
- PWP 헤비웨이트 챔피언 1회
- WAW 월드 헤비웨이트 챔피언 1회